# Guy Wyser-Pratte
Pour les articles homonymes, voir Pratte.
Guy P. Wyser-Pratte (né le 21 juin 1940 à Vichy, France) est un investisseur et financier américain. Titulaire d'un MBA en finance de l'Université de New York et d'un BA en histoire de l'Université de Rochester, il est l'auteur de deux ouvrages de référence sur l'arbitrage du risque financier.
Après avoir été instructeur dans les Marines au Viet-Nam, il prend la tête du département arbitrage au fonds Bache & Co. Il découvre alors les possibilités de l'activisme actionnarial, dont le but est d'augmenter la valeur de ses participations en faisant pression sur le management d'une entreprise pour obtenir des scissions, cessions d'actifs... 
Il crée son propre fonds, Wyser-Pratte Management & Co basé à New York, avec une dotation initiale d'environ 500 millions de dollars, il utilise l'activisme actionnarial, principalement sur des valeurs européennes sous-évaluées, car il juge l'Europe en retard en ce qui concerne la démocratie actionnariale. Ses raids fulgurants sont souvent très rentables pour lui, et son fonds affiche des performances importantes. Il tire généralement avantage du relai de ses activités par les médias, ce qu'il considère comme une étape même dans le processus de son raid.
Ses principales cibles européennes, essentiellement allemandes, belges et françaises, ont été :
- Strafor-Facom ;
- Taittinger ;
- Vivarte (avec Nathaniel Philip Rothschild) ;
- Prosodie ;
- Ingenico ;
- Valeo ;
- Maurel & Prom ;
- Mobilcom ;
- Vossloh ;
- Mannesmann ;
- TUI ;
- Groupe Lagardère ;
- Pages jaunes.

Guy Wyser-Pratte milite pour l'activisme actionnarial qui permet à un investisseur de prendre une position significative au capital d’une entreprise et influencer sa stratégie afin de générer des profits et à terme des plus-values.